# Сент-Олбанс (район)
Сент-Олбанс (англ. St Albans) — неметрополитенский район (англ. non-metropolitan district) со статусом «сити» в графстве Хартфордшир (Англия). Административный центр — город Сент-Олбанс.

## География
Район расположен в центральной части графства Хартфордшир, на севере граничит с графством Бедфордшир.

## История
Район был образован 1 апреля 1974 года в результате объединения городского боро Сент-Олбанс, городского района (англ. Urban district) Харпенден и сельского района (англ. Rural District) Сент-Олбанс. Городской округ (боро) Сент-Олбанс имел статус «сити» с 1877 года, 9 июля 1974 года статус «сити» был подтверждён для всего района.

## Состав
В состав района входит 2 города:
- Сент-Олбанс
- Харпенден

и 8 общин (англ. civil parish):
- Колни-Хит
- Харпенден Рурал
- Лондон-Колни
- Редборн
- Сандридж
- Сейнт-Майкл
- Сейнт-Стивен
- Уитгемпстед